# 淡水第一漁港
淡水第一漁港，舊稱滬尾漁港、淡水漁港，是一座位於臺灣新北市淡水區的第二類漁港，也是臺灣少數位在河濱的漁港。位於淡水都市計畫範圍內，也是淡水八景之「漁港堤影」所在。

## 沿革

### 前期

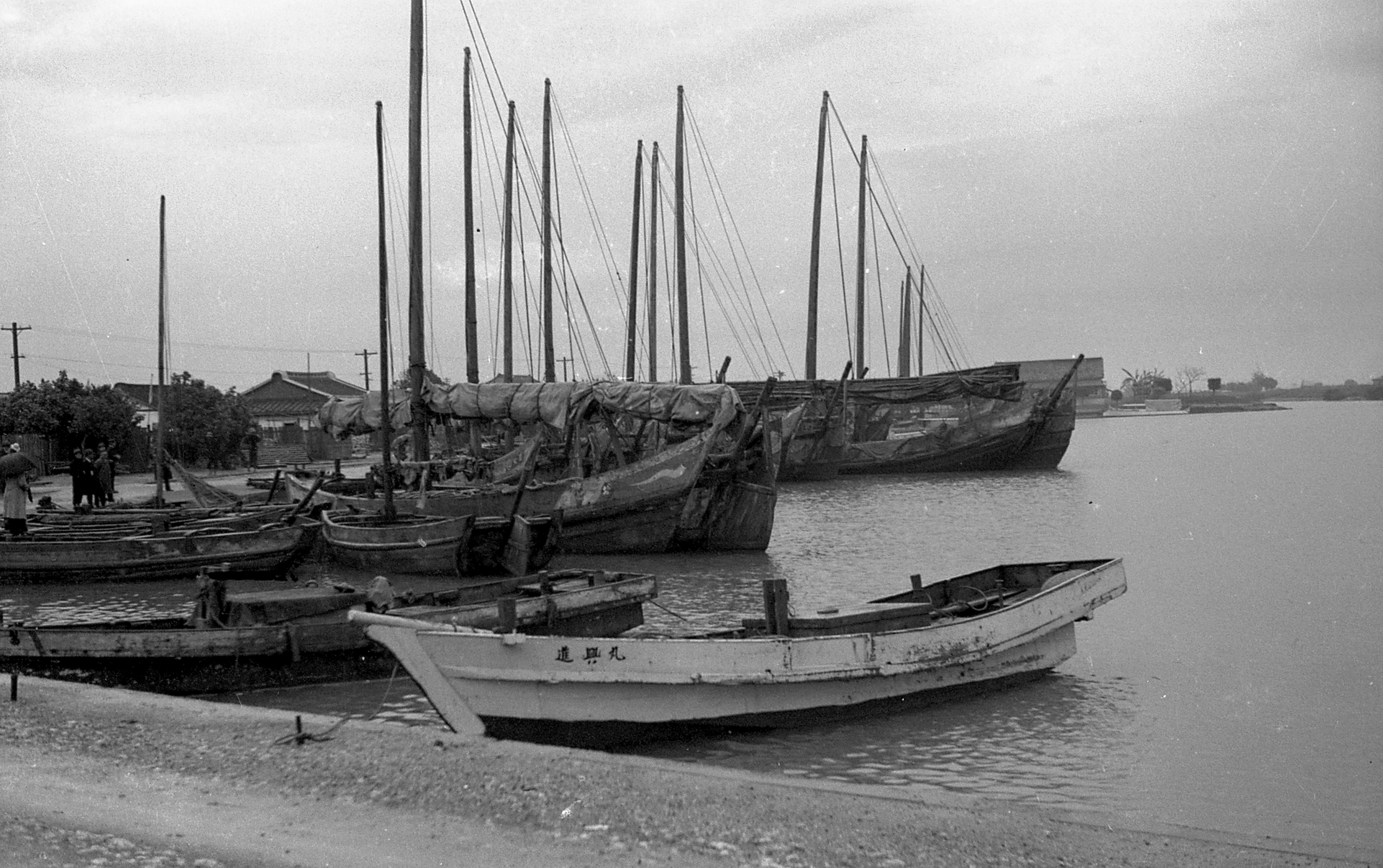
1940年代的淡水河岸船隻

滬尾漁港位於臺灣西北端接近淡水河出海口，由於河面遼闊和漲潮時深度足夠，早年即有漁民聚集形成村落，清領後期更為商漁兩用之港埠，當時從港口至海關碼頭、水產碼頭總計長1650公尺，泊地深度3公尺，航道深度最深可達9公尺，共可容納機動船隻450艘。在日治時期與蘇澳港並列臺北州兩大漁港，同時也是臺灣北部重要的國際商港。惟因碼頭年久失修、泥沙淤積日甚，導致大小船隻皆需利用漲潮才可進出，使用度逐漸降低並被連接縱貫鐵路的基隆港取代，1920年代起至中日戰爭爆發前僅有少數商船和中國大陸的戎克船往返，1941年一艘荷籍油輪駛離後成為有名無實的國際港。
二戰後國民政府接收臺灣，兩岸再度通航，1947年10月開放為「航行省際港埠」，然而1949年國民政府遷臺隨即宣布封鎖淡水港，改為「省內漁業港」。不過因為缺乏設施設施提供漁船避風，颱風侵襲時便常造成船隻翻覆。

### 後期
1952年，臺灣省政府農林廳漁管處撥款修建淡水漁港，由於經費短缺、地形環境施工不利直至1955年才完成，泊地0.56公頃可供50多艘小型船停舶，航道深5公尺但泊地水深僅2公尺，船隻需候潮方能進出，並附有魚市場、給水站、加油站、製冰冷凍、漁用倉庫、漁具加染等設施。12月10日舉行開港典禮，由時任臺北縣長戴德發主持、時任臺灣省主席嚴家淦致詞剪綵，嚴在致詞時提到淡水漁港完工只是個開始，期盼各界能繼續建設使淡水成為全省最完善的漁港。
每遇黑鯧魚、大鰆魚兩季魚汛時，有遠自安平、澎湖前來捕魚的船隻，數百艘漁船聚集在淡水河口，使淡水漁業再度興盛。1968年起因泥砂淤積河床變淺、漁況欠佳，許多漁民轉從事捕撈鰻苗，漁船數漸減。考量當地漁業發展，政府遂於1981年興建淡水第二漁港，第二漁港建設完成後，原淡水漁港改名淡水第一漁港，僅停靠舢筏，並港在1999、2021年進行泊地疏浚工作，2002、2020年進行碼頭整建，2003年充實網具整補場、漁具倉庫等陸上設施。
2013年獲頒行政院農業委員會漁業署「十大經典魅力漁港」魅力組第三名。配合農業局「嗨漁港」計畫，2020至2021年新北市政府斥資5100萬改善漁港整體環境，包含串連淡水老街經此通往漁人碼頭的自行車道。
淡水第一漁港現主要設施有東西南北碼頭各一座（西側兼防波堤）、曳船道一座，泊地僅0.45公頃，原海巡署淡水第一安檢所已裁撤。本港船隻多從事流刺網、流袋網、一支釣、延繩釣等漁業，一般均當日往返，作業地點距岸約5浬。漁獲以烏魚、鰻苗、螃蟹、魩仔魚、鯛、鱠、鰆魚等為主。

## 漁港堤影
又稱作漁港影堤，其長85公尺防波堤之倒影，天光水色交相輝映，乃淡水（舊）八景之一。由於漁港鄰近淡水老街等諸多景點，交通方便，成為熱門的夕照景點。

## 周邊
- 淡水漁業生活文化影像館[22]
- 淡水臺銀日式宿舍
- 前清淡水關稅務司官邸（小白宮）
- 紅毛城
- 臺電淡水服務所
- 新北市政府警察局淡水分局、中正路派出所
- 財政部北區國稅局淡水稽徵所
- 淡水老街